# Muzeum Historii Polskiego Ruchu Ludowego w Sandomierzu
Muzeum Historii Polskiego Ruchu Ludowego w Sandomierzu – oddział Muzeum Historii Polskiego Ruchu Ludowego w Warszawie, mający swoją siedzibę w Sandomierzu przy Rynku 9.

## Historia
Oddział Muzeum został powołany z początkiem maja 1985 roku. Jego pierwszą siedzibą był budynek Wojewódzkiego Komitetu Zjednoczonego Stronnictwa Ludowego w Tarnobrzegu przy ul. 11 Listopada 1. Muzealna ekspozycja została udostępniona dla zwiedzających w maju 1989 roku. W 1990 roku utworzono terenowe punkty muzealne w Opatowie, Klimontowie i Janowie Lubelskim, natomiast w 1991 roku - w Staszowie. Wymienione punkty działały do końca 1993 roku. Natomiast od 1997 roku siedzibą muzeum jest kamienica przy sandomierskim Rynku.
W zbiorach muzealnych oddziału zgromadzone zostały pamiątki po polskim ruchu ludowym na tych terenach. W ramach wystawy prezentowane są sztandary (m.in. sztandar ks. Stanisława Stojałowskiego), dokumenty oraz fotografie związane z chłopskimi ruchami politycznymi a także prasa ludowa, ulotki oraz listy. Ekspozycja obejmuje również malarstwo profesjonalne i nieprofesjonalne. Poza działalnością wystawienniczą placówka prowadzi również działalność edukacyjną oraz archiwistyczną. 
Muzeum jest obiektem całorocznym, czynnym w dni robocze w okresie od początku października do końca kwietnia oraz we wszystkie dni z wyjątkiem poniedziałków w pozostałym okresie.